# あした家族になあれ
『あした家族になあれ』（あしたかぞくになあれ）は、1995年6月5日 - 7月21日にTBS「花王 愛の劇場」枠にて放送された日本の昼ドラマである。全35話。

## あらすじ
28歳の奈津子は5歳と7歳の子供がいる平凡な主婦だったが、夫が会社の金を横領して失踪。社宅を出なければならず、姉の佳代子・良平夫婦の家に居候する事に。
しかし、そんな折、佳代子が急死してしまう。こうして夫・父がいない奈津子、母子と妻・母を失った良平とその子供の1つ屋根の下での生活が始まった。

## キャスト
- 水谷(川島)奈津子 - 生稲晃子:本作の主人公。
- 篠田佳代子 - 高樹澪:奈津子の実姉。第2話の終盤で亡くなり、以後は写真のみの登場となる。クレジットでは第2話まで2番目に表示された。
- 篠田良平 - 山下真司:佳代子の夫。大学教授。クレジットではトメに表記されていた。
- 加納朝美 - 中島宏海:奈津子の親友。独身。クレジットでは第2話までは3番目、以後は2番目に表示された。
- 類家大地
- 五十嵐瑞穂
- 藤原まゆか:良平の一人娘。奈津子の姪に当たる。
- 淡路恵子
- 亀山忍
- 石井トミコ
- 石田太郎
- 森部達也
- 吉田美江

## スタッフ
- プロデューサー ｰ 吉田由二、元信克則、内野建
- 脚本 - いずみ玲
- 演出- 江上官
- 制作 - TBS、ジーカンパニー

## 主題歌
- 「泣けばいい」

作詞 - 松井五郎 / 作曲 - 松本俊明 / 編曲 - 林有三 / 歌 - 郷ひろみ